# Bolboleaus frogatti
Bolboleaus frogatti es una especie de coleóptero de la familia Geotrupidae.

## Distribución geográfica
Habita en Australia.